# システム生物学
システム生物学（システムせいぶつがく、システムバイオロジー、システムズバイオロジー、英語: systems biology）は、システム工学の考え方や解析手法を生物学に導入し、生命現象をシステムとして理解することを目的とする学問分野。

## 概要
黎明期にある学問分野であり、システムの構成要素の同定を目的とする網羅的な解析や、システムの動的な特性を解明することを目的とする研究が混在している。最終的には生命現象のシミュレーションもこの範疇に含まれるが、現状では各構成要素（タンパク質ネットワークなど）をバイオインフォマティクスの手法により、地道に調べているような段階である。シーケンス・アライメントの考えを前進させ、タンパク質のネットワークを比較して、そのネットワークの機能予測を行おうとするPathBLASTなども一つのシステムバイオロジー的手法と言えるであろう。
また、そのシステムを記述するための表記法を策定しようとする動きもある。端的に言えば、生命の各構成要素を電子回路の各部品のように捉え、回路図のような標準的表記方法を確立しようと言うことである。こういったモデルを記述する言語のひとつにSBMLがある。

## 生物学におけるネットワーク

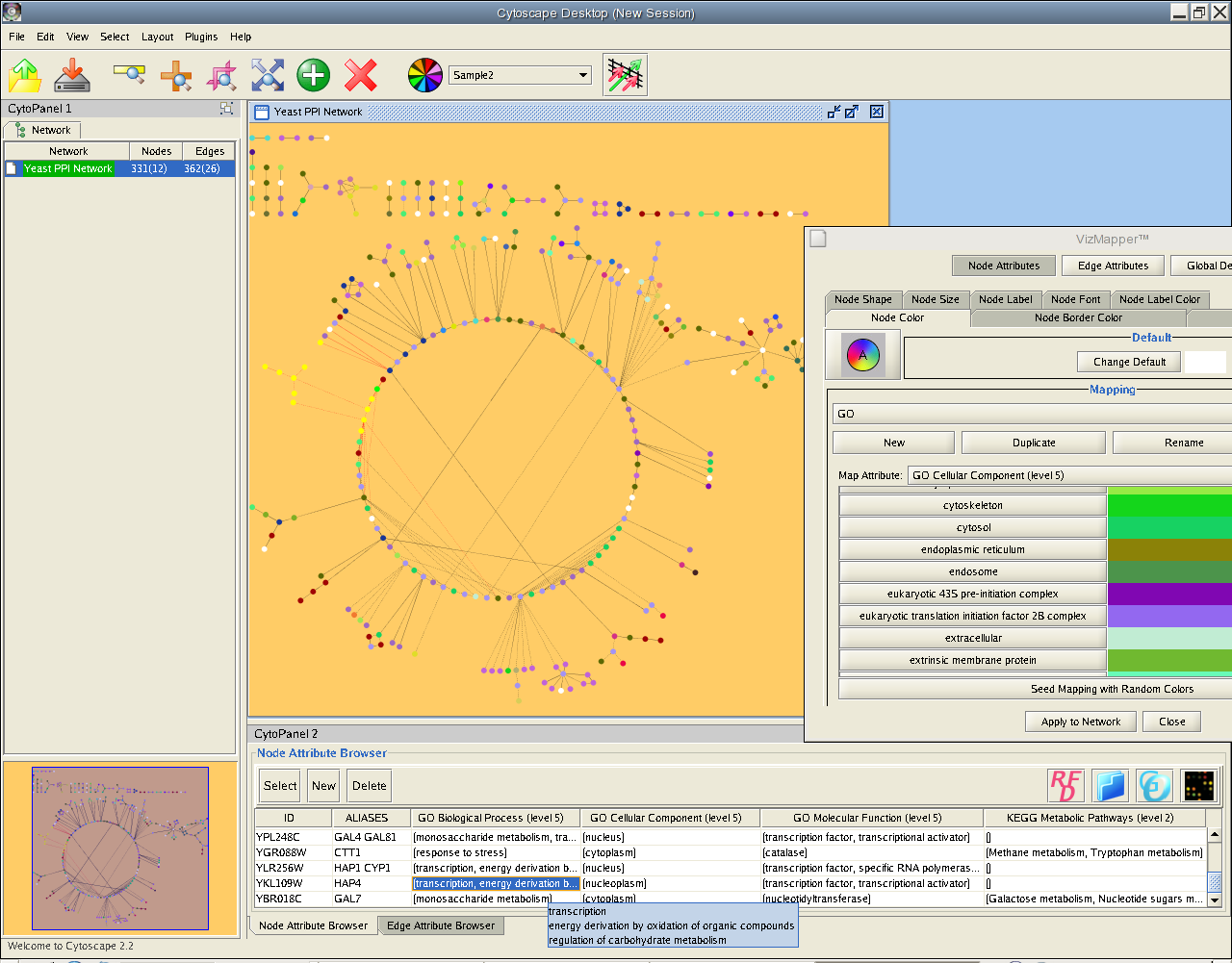
酵母内のタンパク質間相互作用の一部可視化（Cytoscapeによる）。

具体的に分子生物学におけるシステムとは、狭義には細胞内コンポーネントのネットワーク（遺伝情報、シグナル伝達、代謝等からなる）である。その非常に複雑なネットワークの解明は、システム生物学の一つの目標である。タンパク質間相互作用（Protein-Protein Interaction）によって形成されたネットワークもその一例だが、酵母（Saccharomyces cerevisiae）のような比較的単純なモデル生物においても、非常に多数のタンパク質が複雑に影響を及ぼしあうことが知られている。このような研究には、可視化やデータマイニングが重要な役割を果たす。
一例を挙げると、ある種のインタラクトームネットワークから、別の種で発見された既知の局所構造（サブネットワーク）を探し出す、という分野がある。これは、ある局所構造が別の種の中にも発見された場合、それは類似の機能を持つ可能性が高いためである。つまり、現在では成熟したテクノロジーとなったシーケンス比較の考え方を一歩進め、サブネットワークをクエリとしてインタラクトームデータベースに入力し、そこから類似のサブネットワークを出力として得る、というものである。しかしながら、どのサブネットワークが類似性が高いか、というものを数値として評価する場合、ネットワークを構成するタンパク質のシーケンス（アミノ酸配列）の類似性、トポロジーの類似性、既知の機能の類似性（具体的には、遺伝子オントロジーによる各タンパク質のアノテーション等）など、可能な評価方法が多岐にわたるため、様々な点でまだ困難も多い。こういった、タンパク質や遺伝子のネットワークに主眼を置き研究してゆく分野を、ネットワーク生物学 (Network Biology) と呼ぶこともある。

### 国際会議
- ICSB 2008 - 9th International Conference on Systems Biology
- ICSB 2007 - 8th International Conference on Systems Biology
- ICSB 2006 - 7th International Conference on Systems Biology
- ICSB 2005 - 6th International Conference on Systems Biology
- ICSB 2004 - 5th International Conference on Systems Biology
- ICSB 2003 - 4th International Conference on Systems Biology
- ICSB 2001 - The 2nd International Conference on Systems Biology
- The First International Conference on Systems Biology (ICSB)

### 国際学会
- The International Society for Systems Biology (ISSB)

### システム生物学研究で用いられるソフトウェア
- CADLIVE - 生化学ネットワークの描画とシミュレーションモデルの自動生成を行うシステム
- CellDesigner - 生化学的ネットワークの描画やシミュレーションのためのプラットフォーム
- E-Cell Project - 細胞のシミュレーションやモデリングを行うシステム
- Cytoscape - 大規模ネットワークの可視化、分析のためのプラットフォーム。(日本語サイト)
- GoMiner - 遺伝子オントロジー(GO)を用いた実験データの分析
- geWorkbench - ゲノミクス・システム生物学のための統合型ソフトウェア
- Bioconductor.org - R言語（フリーウェア）用 ゲノミクスパッケージ集のオープンソースプロジェクト。
- SBTOOLBOX2 - システム生物学のためのMATLABツールボックス

#### 各種データベース
- KEGG - 京都大学で運営されている生命システムデータベース。
- Pathguide - パスウェイ、PPIなどのデータベースへの網羅的リンク集。
- BioGrid - インタラクションのデータベース。
- BioModels - SBMLに準拠したシミュレーションモデルのデータベース
- BOND (Biomolecular Object Network Databank)
- cPath - Cancer Pathway Database
- JWS Online - Systems Biology tool for simulation of kinetic models from a curated model database
- BioFNet database - Biological functional network database